# Pseudobaptigenin sintaza
Pseudobaptigenin sintaza (EC 1.14.21.8, pseudobaptigeninska sintaza) je enzim sa sistematskim imenom kalikozin,NADPH:kiseonik oksidoreduktaza (formira metilindioksi-most). Ovaj enzim katalizuje sledeću hemijsku reakciju
(1) kalikozin + NADPH + H+ + O2 {\displaystyle \rightleftharpoons } pseudobaptigenin + + + 22O
(2) pratensein + NADPH + H+ + O2 {\displaystyle \rightleftharpoons } 5-hidroksipseudobaptigenin + + + 22O
Ovaj protein je hem-tiolatni enzim (P450) koji katalizuje oksidativnu reakciju kojom se ne inkorporira kiseonik u produkt.

## Literatura
- Nicholas C. Price; Lewis Stevens (1999). Fundamentals of Enzymology: The Cell and Molecular Biology of Catalytic Proteins (Third изд.). USA: Oxford University Press. ISBN 019850229X.
- Eric J. Toone (2006). Advances in Enzymology and Related Areas of Molecular Biology, Protein Evolution (Volume 75 изд.). Wiley-Interscience. ISBN 0471205036.
- Branden C; Tooze J. Introduction to Protein Structure. New York, NY: Garland Publishing. ISBN 0-8153-2305-0.
- Irwin H. Segel. Enzyme Kinetics: Behavior and Analysis of Rapid Equilibrium and Steady-State Enzyme Systems (Book 44 изд.). Wiley Classics Library. ISBN 0471303097.

## Spoljašnje veze
- Pseudobaptigenin+synthase на 